# Ek Ladka Ek Ladki
Ek Ladka Ek Ladki (Hindi: ; dt.: Ein Junge und ein Mädchen) ist ein Bollywood-Film, der in Indien 1992 erschienen ist.

## Handlung
Raja (Salman Khan) ist ein Junggeselle der in einem Farmhaus wohnt. Er zieht seine drei Neffen Dabboo, Motu und Chhoty groß, nachdem ihre Eltern bei einem Autounfall ums Leben kamen. Er schenkt ihnen seine ganze Liebe, aber die drei Jungs sind sehr verzogen. Renu (Neelam) ist ein wohlhabendes Mädchen, welches gerade aus Amerika kommt um ein paar Papiere zu unterzeichnen für ihr Erbe, welches ihr Onkel Bhagawati Prasad (Anupam Kher) bis dahin verwaltete nach dem ihr Vater starb. Bei einem durch Renu verursachten Autounfall treffen Renu und Raja aufeinander. Renu ist sich zu fein, sich bei dem Unfallopfer wenigstens zu entschuldigen, weil sie mit armen Leuten nichts zu tun haben will. Raja zwingt sie dazu, was Renu gar nicht gefällt und sie sorgt dafür, dass er für ein paar Tage ins Gefängnis muss. Bei einem Mordversuch durch ihren Onkel, der ihr nicht das Erbe überlassen will, verliert Renu ihr Gedächtnis und kann sich an nichts mehr erinnern. Raja nutzt die Chance, sich an Renu zu rächen und gibt bei der Polizei an, dass sie seine Frau sei und nimmt sie mit zu sich nach Hause. Er will, dass sie den Haushalt führt und sich um die Kinder kümmert, um ihr eine Lektion zu erteilen. Renu kann anfangs nicht glauben, dass sie mit Raja verheiratet sein soll, dass es ihre Kinder sein sollen und sie den ganzen Haushalt geführt hat und hat keine Ahnung wie sie das alles schaffen soll. Nach einiger Zeit verlieben sich Raja und Renu und auch die Kinder haben Renu sehr gern. Doch dann erinnert sich Renu wieder an ihr früheres Leben.